# Липински
„Липински“ е цигулка на Страдивариус, изработена през 1715 г. от известния майстор лютиер Антонио Страдивари (1644 – 1737). В света има по-малко от 700 (а може би дори под 500) цигулки, виоли, виолончела и китари „Страдивариус“ и цигулката „Липински“ е една от тях. Изработена по време на „златния период“ (1700 – 1720) на Страдивари, тази цигулка е смятана за един от най-ценните инструменти в света. През 1962 г. цигулката потъва в неизвестност и днес нейното местоположение не е известно. Не се знае кой е бил първият собственик на „Липински“, но един от първите му притежатели е италианският цигулар и композитор Джузепе Тартини (1692 – 1770).
Според легендата Тартини композира прочутата соната Дяволски трели, след като сънува, че с негово съгласие дяволът свири на цигулката. Тартини е толкова впечатлен от сънуваните звуци, че ги записва по спомени. Финалът отначало обаче остава незавършен, понеже Тартини не може да си припомни тази част от съня.
Тартини предава ценния инструмент на своя ученик Синьор Салвини. След като чува изпълнение на виртуозния полски цигулар Карол Липински (1790 – 1861), Салвини строшава цигулката на Липински и му връчва страдивариуса, който е получил от своя учител. Така Липински става новият собственик на цигулката, която днес носи неговото име.

## Хронология на притежателите
- Джузепе Тартини
- Салвини (в Милано)
- Карол Липински
- Рихард Вайхолд, търговец на музикални инструменти (в Дрезден през 1861 г.)
- Проф. Енгелберт Рьонтген (в Лайпциг)
- неизвестен
- „Хил енд сонс“, търговци на музикални инструменти (в Лондон през 1899 г.)
- неизвестен непрофесионален музикант (в Холандия)
- „Хил енд сонс“, търговци на музикални инструменти (в Лондон)
- неизвестен
- „Хама“, търговци на музикални инструменти (в Германия)
- неизвестен
- „Вурлицер“, търговци на музикални инструменти (в Ню Йорк през 1922 г.)
- неизвестен
- Роджър Читолини
- Д-р Хосе Мартинес Канас (в Хавана през 1941 г.)
- Анхел Рейес (в Хавана)
- „Вурлицер“, търговци на музикални инструменти (в Ню Йорк през 1960 г.)
- неизвестен
- Цигулката е в неизвестност след като е продадена през 1962 г. на Рихард Аншуц

Знае се също така, че Йосиф Йоаким, Лиивак, Малонзеноф и Луис Персинджър също са притежавали „Липински“.
|  | Тази страница частично или изцяло представлява превод на страницата Lipinski Stradivarius в Уикипедия на английски. Оригиналният текст, както и този превод, са защитени от Лиценза „Криейтив Комънс – Признание – Споделяне на споделеното“, а за съдържание, създадено преди юни 2009 година – от Лиценза за свободна документация на ГНУ. Прегледайте историята на редакциите на оригиналната страница, както и на преводната страница, за да видите списъка на съавторите. ВАЖНО: Този шаблон се отнася единствено до авторските права върху съдържанието на статията. Добавянето му не отменя изискването да се посочват конкретни източници на твърденията, които да бъдат благонадеждни. |